# Jonathan Berger
Jonathan Berger (* 1954 in New York City) ist ein US-amerikanischer Komponist.

## Leben und Wirken
Berger wurde als Komponist von sinfonischen Werken und Konzerten, Kammermusik, Vokalmusik und elektroakustischer Musik bekannt. Er erhielt Stipendien des National Endowment for the Arts, der Rockefeller Foundation der Morse  Foundation und der Mellon Foundation, zwei Bourges-Preise für elektroakustische Musik sowie Kompositionsaufträge u. a. des WDR, des Banff Centre for the Arts, der Chamber Music America, der Chamber Music Denver (The Bridal Canope), des Hudson Valley Chamber Circle, der Connecticut Commission on the Arts und der Jerualem Foundation. 2008 erschien Miracle and Muds für Streicher beim Label Naxos. Bekannt wurde auch die Klanginstallationen Echoes of Light and Time.
Neben seiner Tätigkeit als Billie-Bennett-Achilles-Professor für Musikperformance an der Stanford University ist er Kodirektor des Stanford Institute for Creativity and the Arts (SiCa), und der Stanford’s Art Initiative und Gründungsdirektor des Center for Studies in Music Technology der Yale University und unterrichtet Komposition und Musiktheorie am Center for Computer Research in Music and Acoustics (CCRMA). Außerdem arbeitet er u. a. am Stanford Center for Studies in Music Technology wissenschaftlich an der Erforschung der Wirkung von Musik auf das Gehirn, des Erkennens und Wiedererkennens von Musik und musikalischen Mustern und der Funktion der Musik beim Transport von Informationen und verfasste mehr als 60 Publikationen über diese Thematik u. a. für die MIT Press, das Journal of the Audio Engineering Society und das Journal of Music Theory.